# الكامل سيف الدين شعبان
الكامل سيف الدين شعبان بن الناصر محمد بن قلاوون سلطان مملوكي تولى عرش مصر في الفترة (1345 - 1346) في عهد الدولة المملوكية ولد عام 1328 ميلادية وتوفي عام 1346 ميلادية والموافق 747 هجرية وهو من ملوك الدولة المملوكية بمصر والشام.
ولي السلطنة بالقاهرة، بعد وفاة أخيه الصالح إسماعيل، وبعهد منه سنة 746 هـ وكان طائشا متهورا حيث استدعى أخويه (حاجي وحسينا) فتأخرا عن الحضور، فأمر بقتلهما ! وأقبل على اللهو واللعب بالحمام. وصادر أموال الموظفين. فثار أمراء الجيش، فقاتلهم، فكسروه وخلعوه. وأنقذوا أخويه، فولوا أحدهما السلطنة وهو حاجي بن محمد وسجنوا شعبان حيث كان أخواه، فأرسل إليه حاجي من خنقه في سجنه.
مدة سلطنته سنة وشهران ونصف.
قال ابن تغري بردي: كان من أشد الملوك ظلما وعسفا وفسقا.